# 張子謙
張子謙（ちょう　しけん　1899年10月3日-1991年1月5日）は、中国の古琴家である。名は「益昌」、字は「子謙」。古琴曲『龍翔操』が得意なので、「張龍翔」と称された。

## 生涯
祖籍は儀征、出身は揚州。八歳の頃両親が無くなって、伯父に扶養された。1911年、張子謙は「広陵派」の孫紹陶について古琴を学んでいた。
1930年代、張子謙は上海浦東の「公茂塩桟」で仕事をした。1934年、彼は査阜西・彭祉卿と知り合った。そして、査阜西について古琴を学んでいた。
1936年、彼は査阜西などと蘇州で今虞琴社を成立した。日中戦争が原因で、古琴家がよく使う「回回堂琴弦」の製造は中止したなので、1943年張子謙は呉景略と「今虞琴弦」を開発した。
1956年、張子謙は上海民族楽団を参加し、よく孫裕徳と合奏した。1950年代末、上海音楽学院で古琴を伝授し始まった。
文化大革命の期間、張子謙は学院を離れ、今虞琴社も廃止した。1980年代、張子謙は復社した今虞琴社の社長に就任し、上海音楽学院に戻った。龔一・成公亮・李禹賢と戴暁蓮は彼の門下生。
1988年、張子謙が退職し、天津の長子の家で住んでいた。そして、天津音楽学院の客員教授に担当した。1991年、天津の家で病死した。